# 第二地方銀行協会
一般社団法人第二地方銀行協会（だいにちほうぎんこうきょうかい、英: The Second Association of Regional Banks）は、第二地方銀行（会員銀行）の健全な発達を図ることによって公共の利益を増進することを目的とする社団法人である。略称は第二地銀協（だいにちぎんきょう）。

## 概要
1945年10月に無尽会社を会員とする社団法人全国無尽協会として設立。社団法人全国相互銀行協会を経て、相互銀行が普通銀行に転換された1989年2月に社団法人第二地方銀行協会に変更し、さらに、2012年4月に一般社団法人へ移行して現名称となる。
同協会公式サイトに、事業内容として次の事項が掲げられている。
第二地方銀行協会は、会員銀行の健全な発達を図ることによって公共の利益を増進することを目的とし、
1. 会員の業務改善に関する調査研究
2. 金融および経済に関する調査研究
3. 関係官庁、関係金融機関その他に対する意見の開陳および連絡
4. 会員相互の連絡を図り、その親交を密にするための施設の運営
5. 会員の行員の養成、教育および厚生に関する事業
6. 会員の業務提携および信用秩序維持に資するため会員が行う共同事業の支援に関する事業

などを行う
としている。
尚、第二地方銀行そのものについて、及び 会員銀行については各行の項目を、それぞれ参照されたい。

## 歴代会長
| 氏名       | 銀行       | 出身           | 在任                  |
| 加藤千麿   | 名古屋銀行 | 東海銀行       | 1997年-1999年         |
| 武井正直   | 北洋銀行   | 日本銀行       | 1999年-2000年         |
| 綿貫弘一   | 京葉銀行   | 千葉銀行       | 2003年-               |
| 鏡味徳房   | 東日本銀行 | 大蔵省         |                       |
| 横内龍三   | 北洋銀行   | 日本銀行       | 2007年-2009年         |
| 小島信夫   | 京葉銀行   | 生え抜き       | 2009年-2011年         |
| 簗瀬悠紀夫 | 名古屋銀行 | 生え抜き       | 2011年-2013年         |
| 菊池康雄   | 栃木銀行   | 生え抜き       | 2013年-2015年         |
| 石井純二   | 北洋銀行   | 北海道拓殖銀行 | 2015年-2017年         |
| 黒本淳之介 | 栃木銀行   | 生え抜き       | 2017年-2018年         |
| 熊谷俊行   | 京葉銀行   | 生え抜き       | 2018年-2019年         |
| 藤原一朗   | 名古屋銀行 | 日本興業銀行   | 2019年-2020年         |
| 西川義教   | 愛媛銀行   | 生え抜き       | 2020年-2021年         |
| 安田光春   | 北洋銀行   | 生え抜き       | 2021年-2022年         |
| 黒本淳之介 | 栃木銀行   | 生え抜き       | 2022年-2023年         |
| 熊谷俊行   | 京葉銀行   | 生え抜き       | 2023年-2024年         |
| 藤原一朗   | 名古屋銀行 | 日本興業銀行   | 2024年-2025年（予定） |